# Test Knapa
Test Knapa zwany również objawem Knapa (ang. Knap sign lub Knap's test) jest wykonywany, aby ocenić zmiany patologiczne w stawie biodrowym lub krzyżowo-biodrowym.
Dodatni wynik testu może świadczyć o stanie zapalnym, zwyrodnieniu, asymetrii miednicy lub niewłaściwym napięciu ścięgien w obrębie stawów krzyżowo-biodrowych.
Test może być pomocny również  w przypadku, gdy czułość lub swoistość innych testów jest niewystarczająca, dojąc w rezultacie ujemny wynik, przy istniejących dolegliwościach.

## Sposób przeprowadzenia próby
Badanie przeprowadza się w leżeniu na plecach przy zgiętych w stawie kolanowym kończynach dolnych, z których badana pozostaje w tej pozycji a drugiej kostkę stopy układa się nad jej kolanem  tak, aby podudzie było prostopadłe do niej, poprzez jej odwiedzenie i rotacje.
Naciśnięcie na odwiedzone kolano powoduje unoszenie i rotację biodra nogi badanej z dolegliwościami bólowymi lub bez. W przypadku braku patologii biodro leży na podłożu, co jednoznacznie nie wyklucza jej braku jak w przypadku innych testów.
Test możne być traktowane jako rozszerzenie testu FABER. Badanie przeprowadza się w uproszczeniu tak jak w nim z tą różnicą iż nogą badana jest zgięta w stawie kolanowym, a objaw dotyczy kończyny dolnej w zwykłym zgięciu bez odwodzenia i rotacji.